# Dragbil

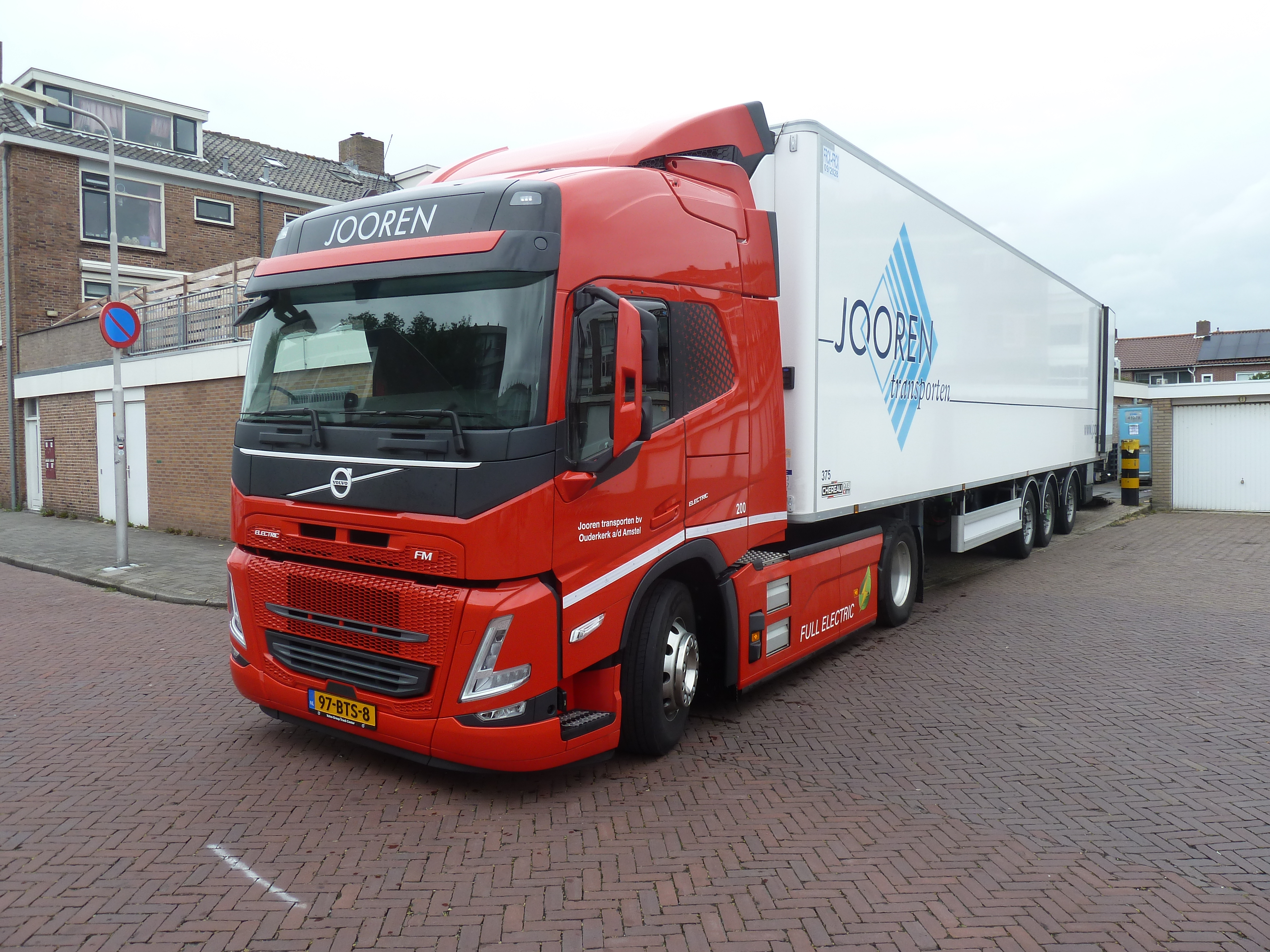
Trailerdragbil av Volvo lastvagnar.

Dragbil är ett motorfordon i form av en lastbil, buss eller personbil med kopplingsanordning för att dra någon typ av släpvagn. Vad som normalt uppfattas som "en lastbil" består ofta av en dragbil och en släpvagn eller trailer som tillfälligt är ihopkopplade till ett ekipage, men där dragbilen lätt kan kopplas loss och används för att transportera en annan trailer.

## Bilder

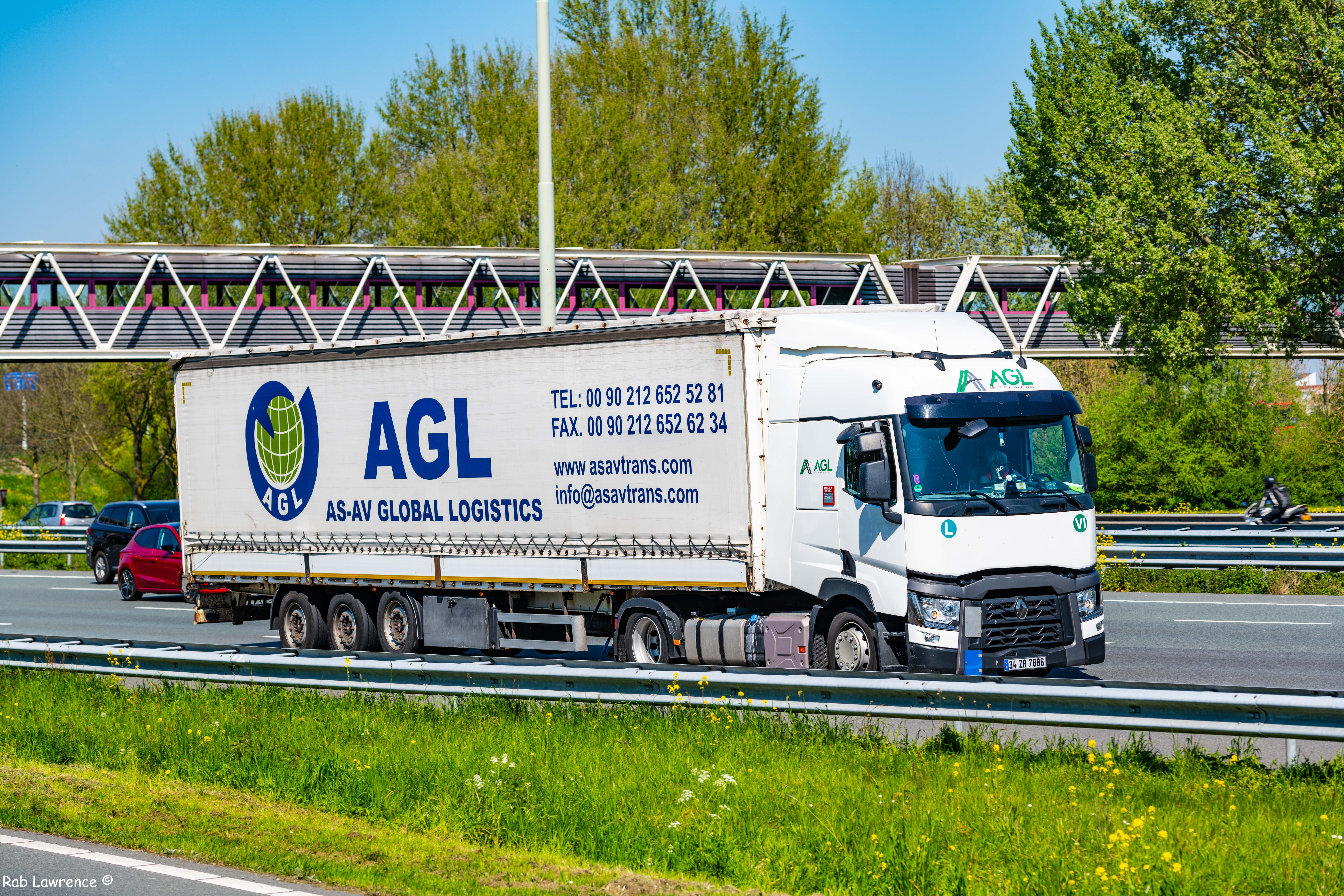
Dragbild av märket Renault trucks ihopkopplad med en påhängsvagn.
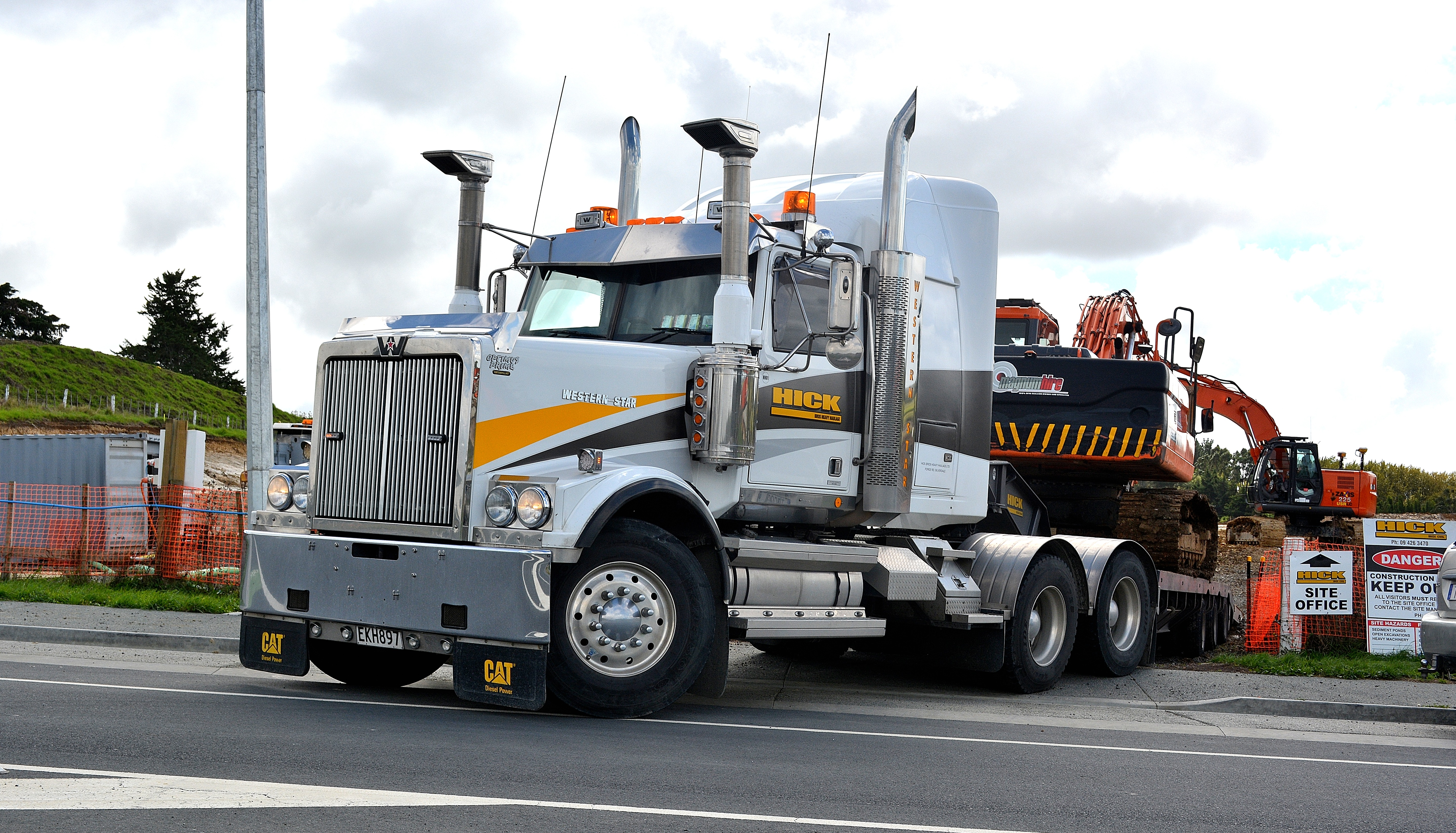
Amerikansk dragbil av modellen Western Star 4964 FX transporterar en grävmaskin.
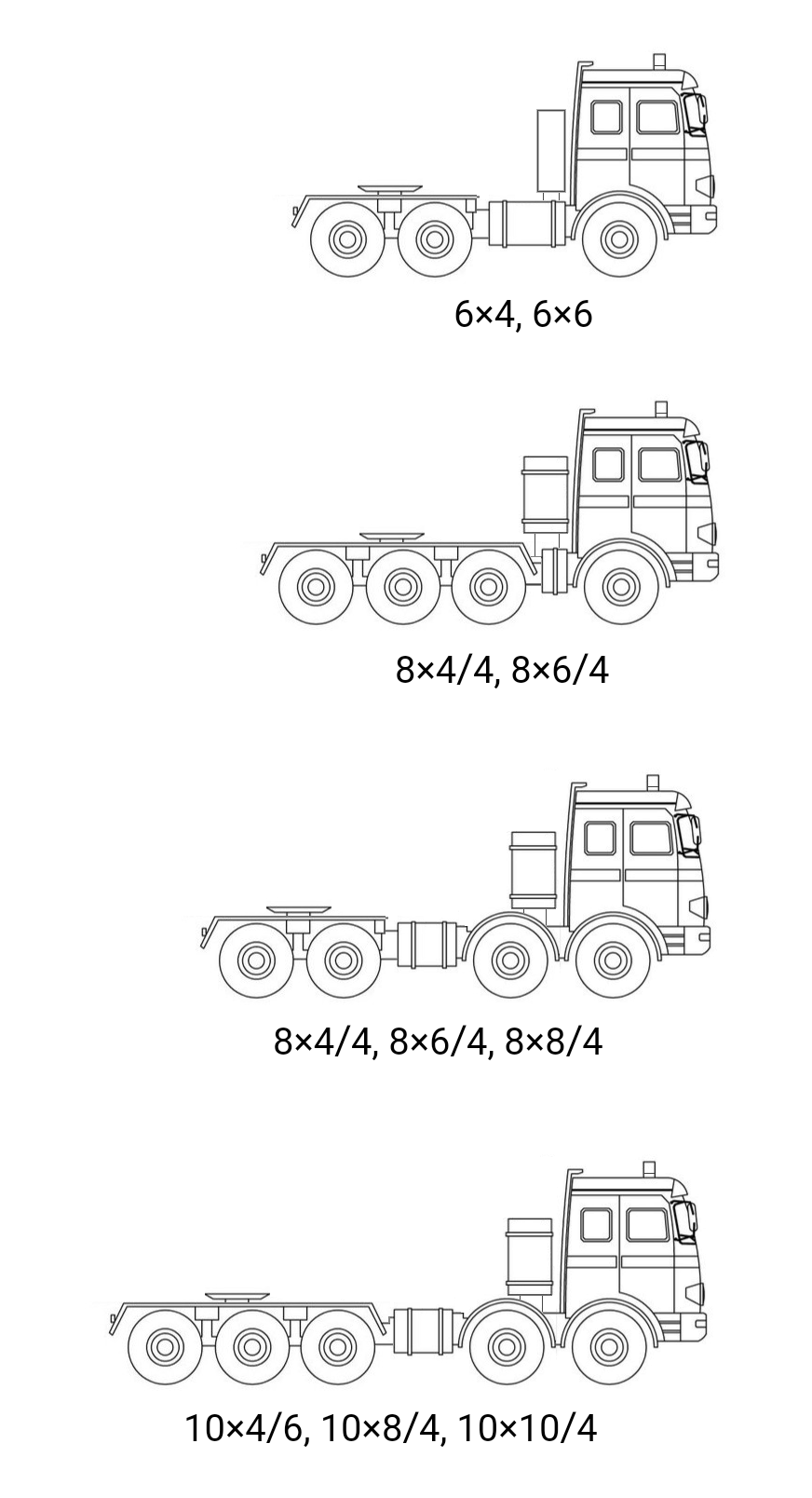
Hur många axlar en dragbil kan ha.